# Équipe cycliste Discovery Channel
L'Équipe cycliste Discovery Channel est une équipe cycliste américaine de cyclisme professionnel sur route. Issue d'une équipe amateur créée en 1988 et lancée au niveau professionnel en 1991, elle a connu plusieurs noms, suivant ses sponsors principaux : Subaru de 1990 à 1993, Montgomery en 1995, le United States Postal Service de 1996 à 2004, et Discovery Channel de 2005 à 2007. Dirigée durant cette période et jusqu'à sa disparition par Johan Bruyneel, elle a connu des succès importants, dont le Tour de France 2007, gagné par Alberto Contador, le Tour d'Espagne 2003 par Roberto Heras, le Tour d'Italie 2005 par Paolo Savoldelli.
En 2012, l'agence américaine antidopage (USADA) conclut une enquête commencée en 2009. Elle décrit dans son rapport d'enquête les pratiques et l'organisation du dopage au sein de l'équipe, ce qu'elle considère être « le programme de dopage le plus sophistiqué, professionnel et réussi, jamais vu dans l’histoire du sport ». Sur la base des éléments rassemblés durant cette enquête, elle prononce la suspension à vie de Lance Armstrong et le retrait des résultats qu'il a obtenu avec cette équipe, dont ses sept Tours. Une suspension à vie des médecins et membres de l'encadrement de l'équipe est également prononcée par l'USADA, ainsi que des suspensions de six mois et retraits de résultats de coureurs ayant avoué des pratiques de dopage.

## Histoire de l'équipe

### 1988-1993: de Montgomery à Subaru
En 1988, Eddie Borysewicz fonde son équipe amateur aux États-Unis, après avoir quitté le poste d'entraîneur de l'équipe nationale. Cette équipe est sponsorisée par Sunkyong, société coréenne du secteur électronique. Celle-ci ne prolonge pas son partenariat. Borysewicz convainc Thom Weisel, PDG de Montgomery Securities, de financer son équipe. Weisel est un passionné de cyclisme, courant en catégorie master, entraîné par Borysewicz, et qui rêve d'avoir une équipe disputant le Tour de France. L'équipe Montgomery-Avenir est lancée en 1989.
En 1990, un nouveau sponsor les rejoint : le constructeur automobile japonais Subaru. Borysewicz dispose alors d'un budget de 600 000 dollars et est à la tête d'une équipe de 15 coureurs, dont le champion olympique de 1984 Steve Hegg, le champion des États-Unis Bart Bowen, et le jeune Lance Armstrong. L'équipe devient professionnelle en 1991, sauf Armstrong qui prépare les Jeux olympiques de 1992. À l'exception de quelques courses européennes en avril et en août, le calendrier de l'équipe est constitué de compétitions américaines.
En 1992, le budget atteint 1 million de dollars. L'équipe est profondément renouvelée et  dispute davantage de courses européennes. Elle manque par ailleurs la principale course américaine, le Tour DuPont, en raison d'un litige sur les frais de participation. Bart Bowen remporte le Herald Sun Tour et le titre de champion des États-Unis. L'année suivante, le budget de l'équipe est doublé en vue de participer au Tour de France. L'effectif connaît à nouveau d'importants changements et les frères Marc et Yvon Madiot sont recrutés. L'équipe Subaru-Montgomery monte à la 21e place du classement FICP, qui lui permet de participer aux épreuves de la Coupe du monde et de bénéficier d'une invitation au Tour. Elle obtient de bons résultats en mai et juin. Au Tour DuPont, Wiebren Veenstra glane deux victoires d'étapes et le classement du sprint pour  et Atle Kvålsvoll prend la troisième place du classement général. Miguel Arroyo est quatrième de la Classique des Alpes et neuvième du Critérium du Dauphiné libéré. Cezary Zamana est neuvième de cette course dont il remporte une étape, après une troisième place au Tour d'Armorique. L'organisation du Tour propose à Subaru-Montgomery de participer à leur course en formant une équipe mixte avec l'équipe française Chazal, d'un niveau inférieur. La direction de Subaru-Montgomery décline cette offre et l'équipe ne participe pas au Tour. En août, Bo-Andre Namtvedt se classe troisième du Tour de Grande-Bretagne et sixième de la Classique de Saint-Sébastien, manche de la coupe du monde. En fin de saison, Subaru décide de mettre fin à son partenariat,.

### De Montgomery à l'US Postal
L'équipe n'existe plus en 1994. Weisel conserve cependant son ambition et Montgomery poursuit son engagement. Avec un investissement personnel de Weisel et le sponsoring d'un équipementier, l'équipe Montgomery Bell apparaît en 1995, dotée d'un budget modeste. Seuls deux coureurs de la période Subaru y sont présents : Darren Baker et Nate Reiss. Mark Gorski, qui travaille jusque-là avec USA Cycling, arrive à la de l'équipe,.
Tandis que Borysewicz dirige l'équipe sur les compétitions américaines, Gorski, assisté de Dan Osipow cherche un nouveau sponsor pour 1996. Il le trouve durant l'été : l'US Postal Service s'engage pour trois ans, avec une prévision d'augmentation du budget pour les deuxième et troisième années. L'objectif est de participer au Tour de France en 1998. La saison 1996 doit permettre de former et de faire progresser un groupe de jeunes coureurs. L'effectif comprend alors notamment les américains Tyler Hamilton et Marty Jemison, déjà présents en 1995. Les sprinters Remigius Lupeikis et Sven Teutenberg et les Polonais Dariusz Baranowski et Tomasz Brożyna sont recrutés, ainsi que Andrew Hampsten. Le vainqueur du Tour d'Italie 1988 effectue sa dernière saison en tant que coureur professionnel. Sa présence facilite l'invitation de l'équipe à des courses européennes. L'US Postal participe ainsi aux Pays-Bas au Teleflex Tour. Hamilton remporte l'épreuve ainsi qu'une étape ; Teutenberg est également vainqueur d'étape. Ce dernier gagne également une étape du Tour DuPont, dont Hamilton prend la troisième place finale et Hampsten la sixième. Quelques semaines plus tard, Eddy Gragus devient champion des États-Unis. L'US Postal rencontre cependant des difficultés sur des courses de niveau supérieur, comme le Tour de Suisse où seuls 3 coureurs de l'équipe parviennent au terme de la compétition,.

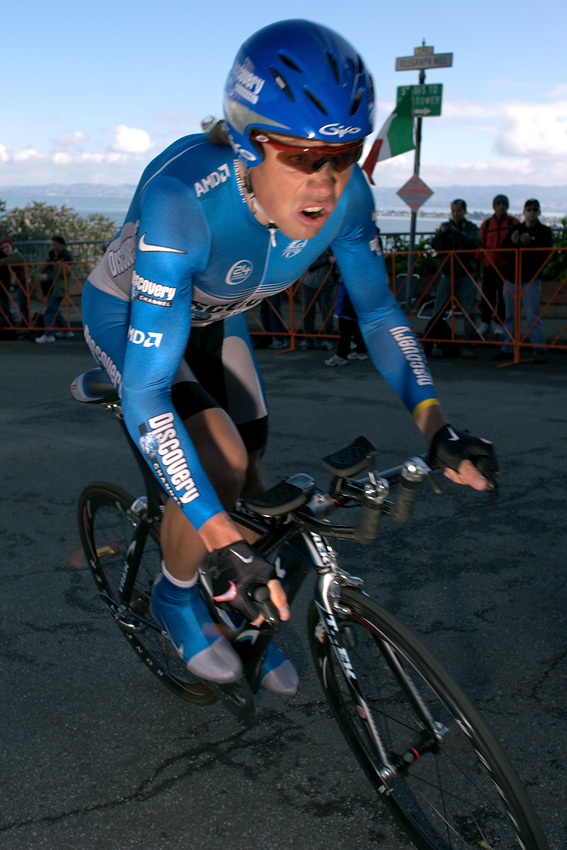
Viatcheslav Ekimov en 2006

À la fin de l'année, Borysewicz quitte l'équipe. Il est remplacé en 1997 par Johnny Weltz, issu de l'équipe Motorola, qui disparaît, et meilleur connaisseur du circuit européen et plus expérimenté au niveau professionnel que Borysewicz. Le Russe Viatcheslav Ekimov devient le leader de l'équipe en remplacement de Hampsten. D'autres recrutements interviennent, dont ceux de George Hincapie, Adriano Baffi ou Jean-Cyril Robin. Ekimov se classe quatrième de Paris-Nice en remportant le contre-la-montre final, troisième de la Semaine catalane avec également une victoire d'étape, et dixième du Tour des Flandres. Sa performance au Critérium du Dauphiné libéré assure à l'équipe une invitation au Tour de France : il termine huitième après avoir gagné deux étapes et été leader de la course pendant quatre jours. Robin se classe 15e du Tour, et Baffi est trois fois parmi les dix premiers d'étapes. Les neuf coureurs US Postal parviennent au terme de la course.
En octobre 1997, Weisel parvient à recruter l'ancien champion du monde et vainqueur d'étape du Tour de France Lance Armstrong qui, guéri d'un cancer, souhaite reprendre la compétition.

### 1996-2004 - US Postal
- En 1996, US Postal devient principal sponsor de l'ancienne formation Montgomery Bell, managée par Mark Gorski, et dans laquelle débute Tyler Hamilton. Elle engage alors un célèbre coureur américain : Andrew Hampsten. Il termine 6e du Dupont Tour.
- En 1997, à la suite de l'arrêt de Motorola (principale formation américaine), l'équipe US Postal recrute quelques coureurs de talents, comme George Hincapie, et un directeur sportif Johnny Weltz. Elle embauche également le rouleur Russe Viatcheslav Ekimov.

#### 1998
Arrivée dans l'équipe du français Jean-Cyril Robin, mais surtout de Lance Armstrong, convalescent, qui termine 4e du Tour d'Espagne.

#### 1999
Johan Bruyneel, ancien coureur, devient le nouveau directeur sportif. Cette même année, Lance Armstrong remporte son premier Tour de France. À partir de cette année, l'équipe qui l'accompagne lors de ses victoires sur le Tour est surnommée le « Train bleu ». 

#### 2000
Arrivée de Levi Leipheimer et de Cédric Vasseur.
L'équipe prépare le Tour de France avec notamment sa participation au Critérium du Dauphiné libéré. Après la seconde place de Lance Armstrong lors du prologue derrière l'Espagnol Alberto López de Munain (Euskaltel-Euskadi), elle voit la victoire de son leader lors de la 3e étape, un contre-la-montre individuel entre Saint-Étienne et Saint-Chamond. Ce dernier en profite pour prendre la tête du classement de l'épreuve. Le lendemain, la course fait étape au sommet du Mont Ventoux et c'est Tyler Hamilton qui s'impose au terme de l'ascension du "Géant de Provence". Armstrong perd alors le maillot jaune à barre bleue de leader mais Hamilton se rapproche à trois secondes du nouveau leader, Haimar Zubeldia (Euskaltel-Euskadi). Lors de la 5e étape, Hamilton et Armstrong s'échappent seuls en fin de parcours et arrivent ensemble sur la ligne d'arrivée à Digne-les-Bains, Hamilton en tête. Ce dernier en profite pour prendre la tête du classement général devant Zubeldia et Armstrong. Deux jours plus tard à Sallanches, le podium est toujours le même et Hamilton s'impose, remportant également le classement par points et le classement du combiné. C'est la première victoire de l'équipe sur cette course par étape.

#### 2001
Armstrong fait venir Roberto Heras, Víctor Hugo Peña, et José Luis Rubiera.

#### 2002, Armstrong et un quatrième succès
Tyler Hamilton, Levi Leipheimer et Cédric Vasseur s'en vont tandis que Floyd Landis, Pavel Padrnos et le jeune Belge Tom Boonen arrivent. Boonen se fait remarquer en terminant 3e de Paris-Roubaix. Armstrong remporte le Critérium du Dauphiné libéré et un 4e Tour de France grâce à une domination qui se traduit par quatre victoires d'étape. Heras termine 2e du Tour d'Espagne, déposédé du maillot or par Aitor González le dernier jour.

#### 2003, le5eTour d'Armstrong et la Vuelta d'Heras
Boonen, 3e de Paris-Roubaix l'année précédente, part chez QuickStep. Armstrong remporte un second Critérium du Dauphiné libéré puis difficilement, un 5e Tour de France dans un grand duel avec Jan Ullrich. En fin de saison, Roberto Heras remporte le Tour d'Espagne.

#### 2004, le sixième Tour d'Armstrong

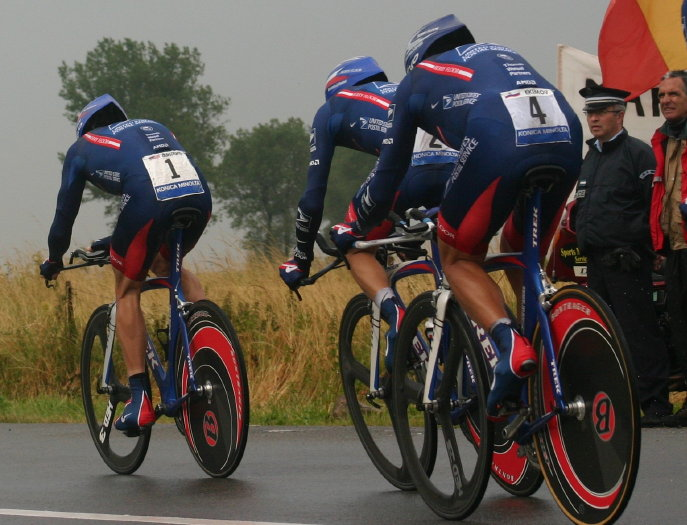
L'équipe en 2004.

Roberto Heras part chez Liberty Seguros et José Azevedo arrive en provenance de ONCE. Armstrong déçoit sur le Critérium du Dauphiné libéré remporté par Iban Mayo et est pronostiqué battu dans l'optique du Tour. Un mois plus tard, Armstrong remporte un 6e Tour de France, record du genre. Il écrase la course en remportant également 5 étapes en plus du contre-la-montre par équipes remporté par l'US Postal. Azevedo termine 5e du classement général. Armstrong remporte également le Tour de Géorgie.

### 2005-2007 - Discovery Channel
En 2005, l'équipe change à nouveau de sponsor. C'est désormais la chaine de télévision américaine Discovery Channel qui sponsorise l'équipe. Arrivée de Yaroslav Popovych et Paolo Savoldelli (qui remporte le Tour d'Italie).
Cette même année, Lance Armstrong remporte son 7e Tour de France(il lui sera retiré). Il prend sa retraite à la fin de la saison 2005.
En novembre 2006, Ivan Basso est engagé pour être le nouveau leader de la Discovery Channel pour la saison 2007 avec objectif le doublé Giro - Tour de France malgré son implication dans l'affaire Puerto. Mais le 8 décembre, le ProTour décide de bannir l'équipe de son organisation du fait de ce recrutement. Le 30 avril dernier, 2 jours avant de comparaitre devant le Comité olympique italien, Ivan Basso est renvoyé de l'équipe. Le nouveau leader est Levi Leipheimer.
À la fin de la saison 2007, l'équipe Discovery Channel disparaitra des pelotons : Johan Bruyneel a annoncé le 10 août 2007 la dissolution de l'équipe. À cause du climat de suspicion de dopage et particulièrement vis-à-vis de certaines équipes, notamment la sienne, le manager belge n'a pas pu trouver de nouveau sponsor capable d'assurer la pérennité de son équipe.

## Dopage
En août 2012, l'agence antidopage américaine (USADA) prononce des sanctions pour des infractions à la réglementation antidopage à l'encontre de plusieurs anciens coureurs et membres de l'encadrement de l'équipe. Elle prononce notamment une suspension à vie de Lance Armstrong, ainsi que le retrait de ses sept victoires au Tour de France.
Les sanctions et retraits de résultats prononcés par l'USADA sont l'aboutissement d'une enquête commencée en 2009, et qui a connu une accélération en février 2012, après l'abandon d'une enquête fédérale visant Lance Armstrong.
En octobre, l'USADA publie son rapport d'enquête. Elle y décrit les pratiques et l'organisation du dopage au sein de l'équipe, ce qu'elle considère être « le programme de dopage le plus sophistiqué, professionnel et réussi, jamais vu dans l’histoire du sport »,.

## Principaux coureurs
Ce tableau présente les résultats obtenus au sein de l'équipe par une sélection de coureurs qui se sont distingués soit par le rôle de leader ou de capitaine de route qui leur a été attribué pendant tout ou partie de leur passage dans l'équipe, soit en remportant une course majeure pour l'équipe, soit encore par leur place dans l'histoire du cyclisme en général.
| Nom                | Naissance | Nationalité | Arrivée   | Départ    | Résultats |
| Tyler Hamilton     | 1971      | États-Unis  | 1995      | 2001      | Critérium du Dauphiné libéré (2000) |
| Andrew Hampsten    | 1962      | États-Unis  | 1996      | 1996      | |
| Jean-Cyril Robin   | 1969      | France      | 1997      | 1998      | 6e du Tour de France (1998) |
| Viatcheslav Ekimov | 1966      | Russie      | 1997 2000 | 1998 2004 | Champion de Russie sur route (1997) · Champion olympique du contre-la-montre (2000, 2004) · 3e de Paris-Roubaix (2003)                    |
| George Hincapie    | 1973      | États-Unis  | 1997      | 2007      | Champion des États-Unis sur route (1998, 2006) 1 étape du Tour de France (2005) 2e de Paris-Roubaix (2005) 3e du Tour des Flandres (2006) |
| Jonathan Vaughters | 1973      | États-Unis  | 1998      | 1999      | 2e du Critérium du Dauphiné libéré (1999)                                                                                                 |
| Lance Armstrong    | 1971      | États-Unis  | 1998      | 2005      | |
| Levi Leipheimer    | 1973      | États-Unis  | 2000 2007 | 2001 2007 | 3e du Tour d'Espagne (2001) 1 étape du Tour de France (2007) 3e du Tour de France (2007) Champion des États-Unis sur route (2007)         |
| Roberto Heras      | 1974      | Espagne     | 2001      | 2003      | Tour d'Espagne (2003) |
| Floyd Landis       | 1975      | États-Unis  | 2001      | 2004      | |
| David Zabriskie    | 1979      | États-Unis  | 2001      | 2004      | Champion des États-Unis du contre-la-montre (2004) 1 étape du Tour d'Espagne (2004)                                                       |
| Tom Boonen         | 1980      | Belgique    | 2002      | 2002      | 3e de Paris-Roubaix (2002) |
| Max van Heeswijk   | 1973      | Pays-Bas    | 2003      | 2006      | 1 étape du Tour d'Espagne (2005) |
| Ryder Hesjedal     | 1980      | Canada      | 2004      | 2005      | |
| José Azevedo       | 1973      | Portugal    | 2004      | 2006      | 5e du Tour de France (2005) |
| Stijn Devolder     | 1979      | Belgique    | 2004      | 2007      | Champion de Belgique sur route (2007) |
| Leif Hoste         | 1977      | Belgique    | 2005      | 2006      | Champion de Belgique du contre-la-montre (2006) 2e du Tour des Flandres (2006)                                                            |
| Paolo Savoldelli   | 1973      | Italie      | 2005      | 2006      | Tour d'Italie (2005) 2 étapes du Tour d'Italie (2005, 2006) 1 étape du Tour de France (2005)                                              |
| Yaroslav Popovych  | 1980      | Ukraine     | 2005      | 2007      | 1 étape du Tour de France (2006) |
| Ivan Basso         | 1977      | Italie      | 2007      | 2007      | |
| Alberto Contador   | 1982      | Espagne     | 2007      | 2007      | Tour de France (2007) Paris-Nice (2007)                                                                                                   |

Le tableau suivant liste les coureurs ayant participé aux sept Tours de France remportés par Lance Armstrong de 1999 à 2005, avant qu'il n'en soit disqualifié.
| Nom                   | Nationalité        | Participations                           |
| Frankie Andreu        | États-Unis         | 1999, 2000                               |
| Lance Armstrong       | États-Unis         | 1999, 2000, 2001, 2002, 2003, 2004, 2005 |
| José Azevedo          | Portugal           | 2004, 2005                               |
| Manuel Beltrán        | Espagne            | 2003, 2004, 2005                         |
| Pascal Deramé         | France             | 1999                                     |
| Viatcheslav Ekimov    | Russie             | 2000, 2001, 2002, 2003, 2004             |
| Tyler Hamilton        | États-Unis         | 1999, 2000, 2001                         |
| Roberto Heras         | Espagne            | 2001, 2002, 2003                         |
| George Hincapie       | États-Unis         | 1999, 2000, 2001, 2002, 2003, 2004, 2005 |
| Benoît Joachim        | Luxembourg         | 2000, 2002                               |
| Steffen Kjærgaard     | Norvège            | 2000, 2001                               |
| Floyd Landis          | États-Unis         | 2002, 2003, 2004                         |
| Kevin Livingston      | États-Unis         | 1999, 2000                               |
| Peter Meinert-Nielsen | Danemark           | 1999                                     |
| Benjamín Noval        | Espagne            | 2004, 2005                               |
| Pavel Padrnos         | République tchèque | 2002, 2003, 2005                         |
| Víctor Hugo Peña      | Colombie           | 2001, 2002, 2003, 2004                   |
| Yaroslav Popovych     | Ukraine            | 2005                                     |
| José Luis Rubiera     | Espagne            | 2001, 2002, 2003, 2004, 2005             |
| Paolo Savoldelli      | Italie             | 2005                                     |
| Christian Vande Velde | États-Unis         | 1999, 2001                               |
| Jonathan Vaughters    | États-Unis         | 1999                                     |
| Cédric Vasseur        | France             | 2000                                     |

## Palmarès et classements

### Palmarès
Classiques
- Gand-Wevelgem : 2001 (George Hincapie)
- Grand Prix de Plouay : 2005 (George Hincapie)

Courses par étapes
- Tour de France
  - 11 participations (1997, 1998, 1999, 2000, 2001, 2002, 2003, 2004, 2005, 2006, 2007)
  -  1 victoires finale : Alberto Contador (2007)
  - 6 victoires d'étapes : Paolo Savoldelli, Yaroslav Popovych, Alberto Contador, et 3 contre-la-montre par équipes
  -  2 victoires au classement du meilleur jeune : Yaroslav Popovych (2005), Alberto Contador (2007)
  - 1 victoire au classement par équipes (2007)
- Tour d'Espagne
  - 10 participations
  -  1 victoire finale : Roberto Heras (2003)
  - 8 victoires d'étapes : Roberto Heras (3), Max van Heeswijk, Egoi Martínez, Thomas Danielson, Jason McCartney et un contre-la-montre par équipes
  - 1 victoire au classement combiné : Roberto Heras (2002)
  - 1 victoire au classement de la montagne : Egoi Martínez (2006)
  - 1 victoire au classement par équipes (2006)
- Tour d'Italie
  -  1 victoire finale : Paolo Savoldelli (2005)
- Paris-Nice : 2007 (Alberto Contador)
- Tour de Catalogne : 2002 (Roberto Heras), 2005 (Yaroslav Popovych)
- Critérium du Dauphiné libéré : 2000 (Tyler Hamilton)

### Classements UCI
Jusqu'en 1998, les équipes cyclistes sont classées par l'UCI dans une division unique. En 1999 le classement UCI par équipes est divisé entre GSI, GSII et GSIII. L'équipe US Postal a fait partie des GSI jusqu'en 2004. Les classements détaillés ci-dessous pour cette période sont ceux de la formation US Postal en fin de saison. Les coureurs demeurent en revanche dans un classement unique.
| Saison | Classement par équipes | Meilleur coureur au classement individuel |
| ------ | ---------------------- | ----------------------------------------- |
| 1995   | 38e                    | Darren Baker (371e)                       |
| 1996   | 23e                    | Tomasz Brożyna (152e)                     |
| 1997   | 16e                    | Viatcheslav Ekimov (15e)                  |
| 1998   | 15e                    | Lance Armstrong (25e)                     |
| 1999   | 13e                    | Lance Armstrong (7e)                      |
| 2000   | 11e                    | Lance Armstrong (4e)                      |
| 2001   | 9e                     | Lance Armstrong (4e)                      |
| 2002   | 3e                     | Lance Armstrong (2e)                      |
| 2003   | 10e                    | Lance Armstrong (8e)                      |
| 2004   | 6e                     | Lance Armstrong (7e)                      |

À compter de 2005, l'équipe devenue Discovery Channel intègre le ProTour. Le tableau ci-dessous présente les classements de l'équipe sur ce circuit, ainsi que son meilleur coureur au classement individuel.
| Saison | Classement par équipes | Meilleur coureur au classement individuel |
| ------ | ---------------------- | ----------------------------------------- |
| 2005   | 8e                     | Lance Armstrong (5e)                      |
| 2006   | 4e                     | George Hincapie (14e)                     |
| 2007   | 7e                     | Alberto Contador (3e)                     |

## Saisons précédentes
- Saison 2005
- Saison 2006
- Saison 2007